# Phalium glaucum
Espèce
Phalium glaucum est une espèce de mollusque gastéropode appartenant à la famille des Cassidae.
- Répartition : eaux des régions Indo-Pacifique.
- Longueur : 12 cm.

## Source
- Arianna Fulvo et Roberto Nistri (2005). 350 coquillages du monde entier. Delachaux et Niestlé (Paris) : 256 p.  (ISBN 2-603-01374-2)